# Scharfschützengewehr

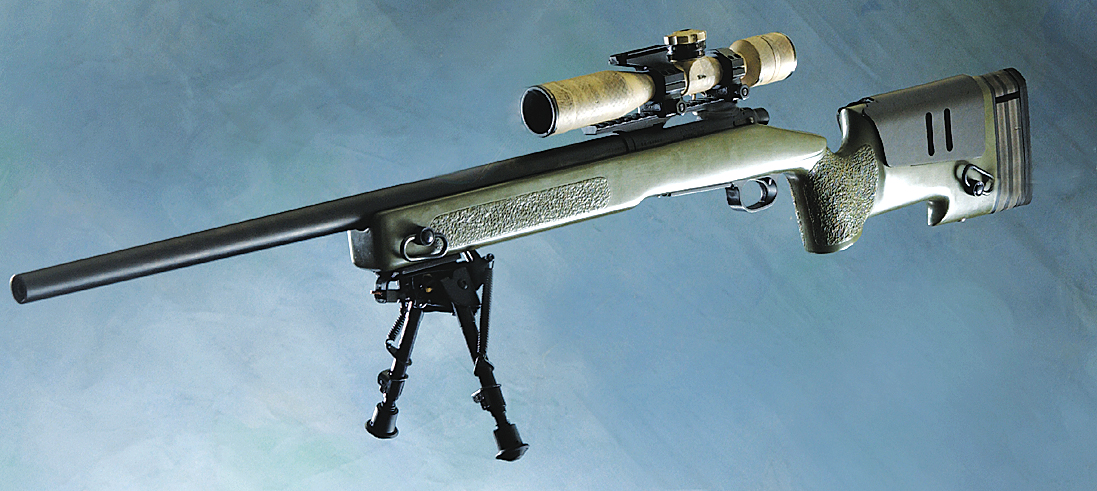
Das M40A3 ist eine Präzisionswaffe des US Marine Corps im Kaliber 7,62 mm.

Ein Scharfschützengewehr ist ein langläufiges Gewehr mit gezogenem Lauf (Büchse), das dazu konzipiert wurde, Ziele in großer Entfernung zu treffen. Der Begriff Präzisionsgewehr oder Präzisionsbüchse wird meist im Zusammenhang mit Präzisionsschützen der Polizei gebraucht, beispielsweise Präzisionsschützenkommandos. Einsatzgrundsatz ist die Bekämpfung eines Ziels mit möglichst einem oder wenigen, aber effektiven Schüssen. Unterschieden wird es vom Designated Marksman Rifle.
Scharfschützengewehre werden militärisch von Scharfschützen und polizeilich von Präzisionsschützen eingesetzt, um ein großes Gebiet abzusichern, wie bei großen Veranstaltungen, oder ein herausragendes Einzelziel zu bekämpfen, ohne selbst entdeckt zu werden. Bei einem Polizeieinsatz wird aufgrund der hohen Präzision der „finale Rettungsschuss“ mit diesem Gewehrtyp ausgeführt. Auch Jäger und Wildhüter verwenden für die Jagd auf weiten, offenen Flächen derartige Waffen. Im Sportschießen werden sie für das Langstreckenschießen eingesetzt.

## Geschichtliche Entwicklung
Die ersten Gewehre für Scharfschützen waren im 18. Jahrhundert die deutschen Jägerbüchsen, die die Jäger der Jägerbataillone in Hessen und in Preußen in der Anfangszeit selbst mitbrachten und ansonsten zur Jagd dienten.
In den USA verwendeten amerikanische Waldläufer lange Musketen und die mit gezogenen Läufen versehenen Kentucky Rifles. Die im Jahr 1800 in England aufgestellten Scharfschützenverbände (95th (Rifle) Regiment) und das 60th Regiment of Foot, das in den nordamerikanischen Kolonien als Royal Americans aus amerikanischen Kolonisten aufgestellt worden war und später in King’s Royal Rifle Corps umbenannt wurde, waren mit Baker Rifles ausgerüstet.
Frühe bekannte Opfer eines Scharfschützen waren unter anderem
- Brigadegeneral Simon Fraser of Balnain am 7. Oktober 1777 in der Schlacht von Bemis Heights (er wurde auf eine Distanz von etwa 270 Metern erschossen)
- Admiral Horatio Nelson in der Seeschlacht von Trafalgar im Jahr 1805.

Scharfschützengewehre kamen in größerer Zahl erstmals im Amerikanischen Bürgerkrieg auf, als auf beiden Seiten Scharfschützeneinheiten aufgestellt wurden, auf der Seite der Union beispielsweise die 1st und die 2nd U.S. Sharpshooters. Hier kamen zu Beginn des Krieges noch vielfach selbst mitgebrachte Gewehre und aus Europa (privat) eingeführte Schützengewehre zum Einsatz, bis die Unionstruppen im Frühjahr 1862 einheitlich mit Sharps-Hinterladegewehren ausgerüstet wurden. Vermutlich prominentestes Opfer eines Scharfschützen in diesem Krieg war John Sedgwick, ein Nordstaaten-General. Er starb durch einen Scharfschützen, weil er nicht in Deckung ging. Als seine letzten Worte gelten: Auf diese Entfernung können die Konföderierten selbst einen Elefanten nicht treffen.
Weitere militärische Waffen kamen zwischen 1890 und 1910 auf; sie waren modifizierte Waffen aus der Serienproduktion oder angepasste Jagdwaffen.
Im Ersten Weltkrieg bestellte das Kriegsministerium in Berlin bereits im Herbst 1914 bei den Herstellern 15.000 mit Zielfernrohr ausgestattete Scharfschützengewehre des Typs Gewehr 98, nachdem der Vormarsch ins Stocken geraten war und sich der Grabenkrieg abzeichnete. Dieser Auftrag konnte erst 1916 abgeschlossen werden. Zudem wurden Zielfernrohre auch bei der Jägerschaft akquiriert.
Erste spezialisierte Scharfschützengewehre wurden dann etwa ab 1916 eingesetzt. Diese Waffen wurden außerhalb der Serienproduktion gebaut und mit verschiedenen Läufen sowie Bauarten und Kalibern erprobt. Ab dann wurden auch in nachfolgenden Kriegen Scharfschützengewehre eingesetzt.

### Zweiter Weltkrieg
In der Zwischenkriegszeit kamen Scharfschützengewehre wieder aus der Verwendung, da die gute Schießausbildung und die Schießfertigkeiten der meist aus Berufssoldaten bestehenden Infanterie die Ausstattung der Truppe vermeintlich nicht gerechtfertigt hätte. Im Zweiten Weltkrieg führte dann jedes Land derartige Gewehre wieder ein.

#### Deutsches Reich
Die Wehrmacht führte Scharfschützengewehre und Scharfschützen erst wieder nach Beginn des Russlandfeldzuges und den dort mit sowjetischen Scharfschützen gemachten Erfahrungen ein und gliederte eigene Scharfschützen als Zielfernrohrschützen in jede Infanteriegruppe oder setzte sie, unterstellt einer Kompanie, in selbständigen Scharfschützentrupps ein.
Eines der ersten in großer Stückzahl hergestellten Scharfschützengewehre war der deutsche Karabiner 98k im Kaliber 7,92 × 57 mm mit Zielfernrohr. Von diesem Gewehr wurden bis 1945 rund 130.000 Stück gebaut. Daneben wurde das G43-Selbstladegewehr in der Scharfschützenrolle eingesetzt, während dem StGw-44 ZF im Kaliber 7,92 × 33 mm eher die Rolle der erweiterten Feuerunterstützung in der Schützengruppe zukam.

#### Sowjetunion
Scharfschützengewehr der Roten Armee war eine Variante des Mosin-Nagant M1891/30 mit dem Zielfernrohr PE bzw. PU als Scharfschützenwaffe. Um das Zielfernrohr montieren zu können, wurde der Kammerstängel verlängert und um 90° gekröpft. Neben dem über 200.000-mal hergestellten Mosin-Nagant kam das SWT-40 zum Einsatz, von dessen Scharfschützenausführung etwa 50.000 Stück hergestellt wurden.

#### Vereinigtes Königreich
Als Scharfschützengewehr der britischen Armee dienten modifizierte ausgesuchte Lee-Enfield-Mk.4-Gewehre.

#### USA
Die Scharfschützen der US Army verwendeten das Springfield M1903.

## Bauart und Kaliber
Die meisten Scharfschützengewehre sind Repetiergewehre. Selbstladegewehre haben eine geringere Eigenpräzision als Repetiergewehre und werden daher eher als Zielfernrohrgewehre eingesetzt (englisch „Designated marksman rifle“).
Beim Einsatz eines Scharfschützengewehrs durch Präzisionsschützen der Polizei kommt es nicht auf die Schussfolge, sondern für den finalen Rettungsschuss auf die Präzision an.
Scharfschützengewehre besitzen heute als optisches Visier ein Zielfernrohr mit bis zu 24-facher variabler Vergrößerung. Diese werden durch Nachtsichtgeräte wie beispielsweise Restlichtverstärker oder Wärmebildgeräte ergänzt. Nur für den Nahbereich haben einige ein mechanisches Notvisier. Als Zusatzausstattung für den Beobachter wird heute meist ein Laserentfernungsmesser verwendet.

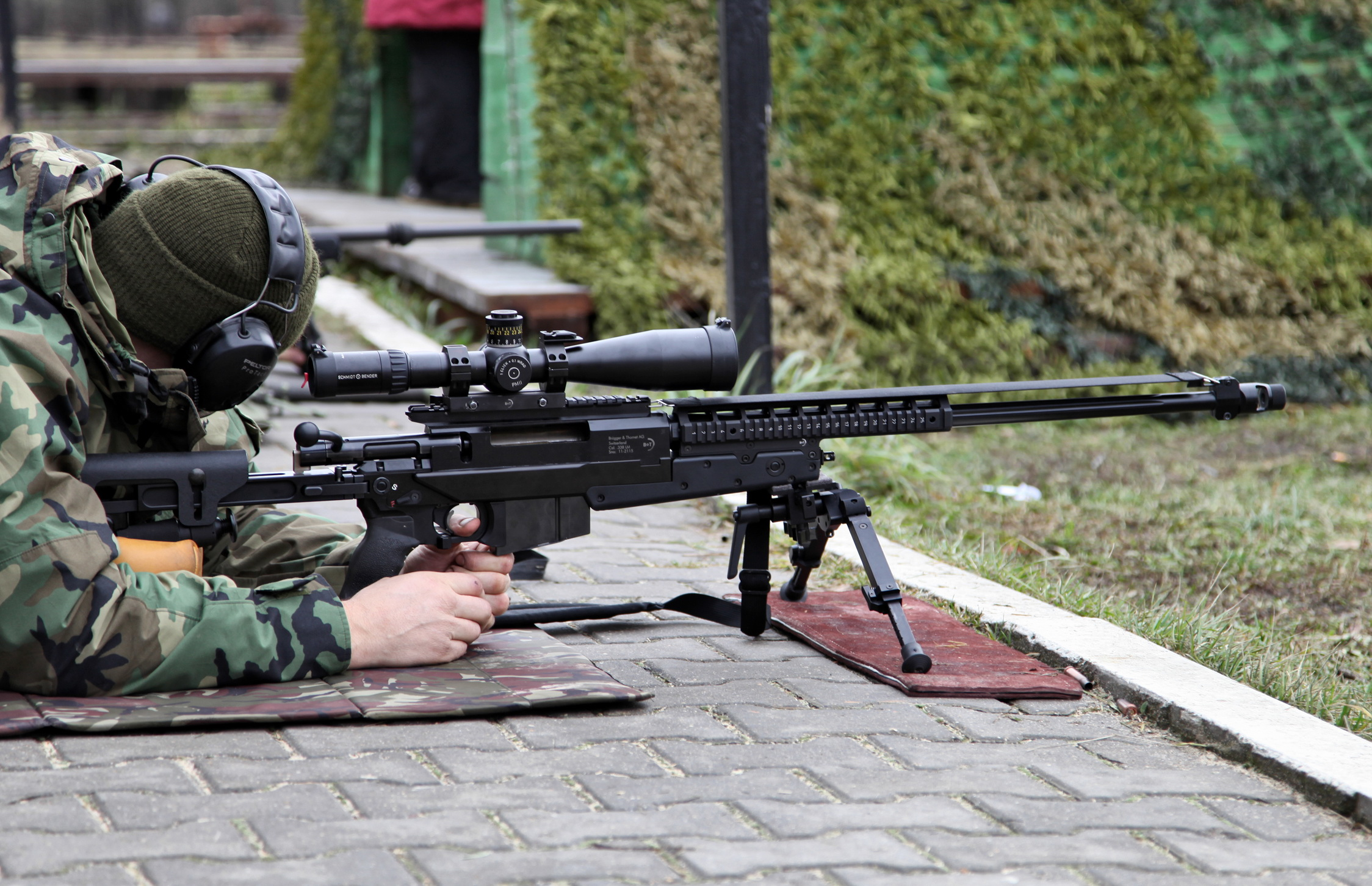
Das B&T APR 338 im Kaliber .338 Lapua Magnum. Über dem Lauf ist ein Flimmerband gespannt.

Häufige Kaliber für in westlichen Staaten eingesetzte Scharfschützenwaffen sind heute 7,62 × 51 mm NATO (.308 Winchester) sowie mit stärkerer Treibladung .300 Win Mag (7,62 × 67 mm) wie beim G22 oder .338 Lapua Magnum (8,6 × 70 mm). Neuentwicklungen wie das Barrett M99 nutzen das jagdliche Kaliber .416 Barrett (10,6 × 83 mm).
Beispiele für weit verbreitete oder bekannte Waffen im Kaliber 7,62 mm sind das Heckler & Koch PSG1 und MSG90, das Steyr SSG 69, das Walther WA 2000, Varianten des Gewehres Remington 700, wie das M24 oder das M40, die von der US-amerikanischen Armee und verschiedenen Polizeibehörden eingesetzt werden, die AWM-Serie und das davon abgeleitete G22 der deutschen Bundeswehr.

Das Dragunow-Scharfschützengewehr hat das Kaliber 7,62 × 54 mm R. Durch die Angriffe von feindlichen Scharfschützen und Zivilpersonen, die sich an Gefechten als Heckenschützen in den Jugoslawienkriegen beteiligten, wurde das außerhalb der NATO-Staaten weit verbreitete sowjetische Dragunow-Scharfschützengewehr öffentlich bekannt. Scharfschützengewehr der SpezNas und Fernaufklärer ist das Wintores-Scharfschützengewehr, eine schallgedämpfte Waffe im Kaliber 9 × 39 mm.

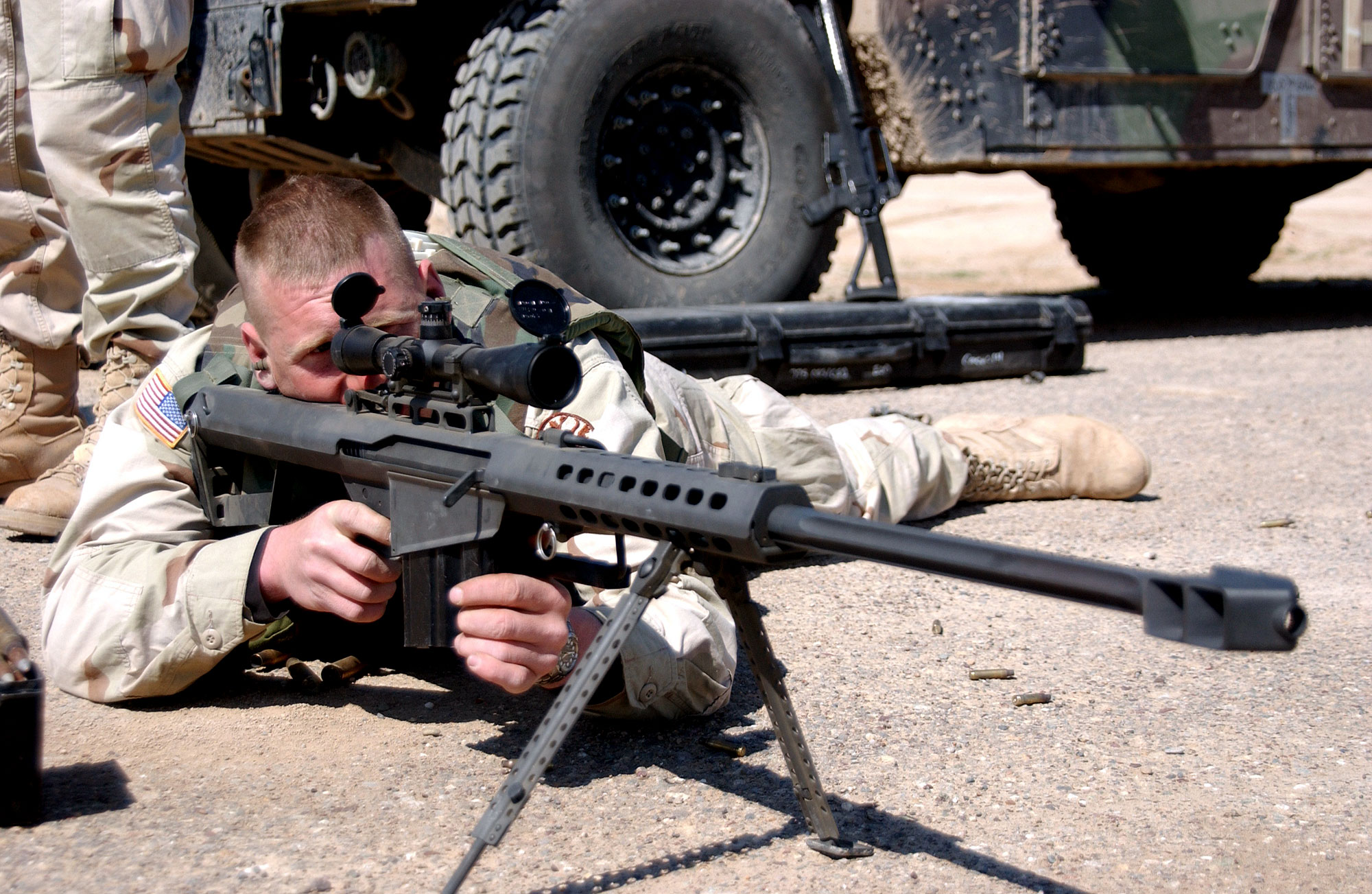
Das Barrett M82A1 ist ein Anti-Materiel Rifle im Kaliber 12,7 × 99 mm.

Für die Bekämpfung von Zielen auf große Entfernungen bis zwei Kilometer, und hauptsächlich von Hartzielen und Materialzielen werden auch Waffen mit großem Kaliber wie 12,7 × 99 mm NATO (.50 BMG) eingesetzt. Waffen mit diesem Kaliber sind u. a. Barrett M82A1, HS .50, PGM Hécate II, Desert Tech HTI oder McMillan Tac-50.
Das NTW-20 hat das Kaliber 14,5 × 114 mm.
Vereinzelt gibt es auch Gewehre mit kleinerem Kaliber, wie 5,56 × 45 mm NATO beim SIG 550-1 oder 5,8 × 42 mm beim chinesischen QBU-88. Diese sind aber durch die geringere Reichweite weniger für den militärischen Einsatz, sondern mehr für den Polizeieinsatz geeignet.

## Spezialmunition

Spezialmunition Raufoss Mk.211 im Kaliber .50 BMG mit panzerbrechender, Explosiv- und Brandwirkung

Innerhalb des eingesetzten Kalibers kann der Scharfschütze heute unter einer Vielzahl verschiedener Munitionssorten wählen. Gerade bei größeren Kalibern kann panzerbrechende, Brand-, Spreng- oder Mehrzweckmunition verwendet werden.
Bereits im Zweiten Weltkrieg verschossen deutsche Scharfschützen „B-Munition“ des Kalibers 7,92 × 57 mm. Dieser Munitionstyp wurde ursprünglich zum Einschießen der Bordmaschinengewehre in Jagdflugzeugen entwickelt. B stand dabei für „Beobachtungspatrone“. Die Geschosse explodierten beim Aufschlag und zeigten so die Lage der Garbe an. Die MGs konnten durch dieses optische Hilfsmittel schnell justiert werden. Die Herstellung dieser Munition war damals sehr aufwendig und entsprechend teuer. Damit war sie in ihrer Nutzung bis etwa 1944 ihrer ursprünglichen Verwendung vorbehalten. Die sowjetische Armee setzte Sprenggeschosse als Gewehrmunition dagegen bereits zu Beginn des Krieges ein. Wegen ihrer hohen Wirksamkeit waren die Beutewaffen und -munition bei der Wehrmacht sehr begehrt.
Anfang des 21. Jahrhunderts gab es das Forschungsprojekt EXACTO, mit dem für Scharfschützengewehre präzisionsgelenkte Munition entwickelt wurde.

## Reichweite
Die maximale effektive Reichweite ist je nach Waffe unterschiedlich, da sie von Bauart und Kaliber abhängt. Bei Militärwaffen liegt sie im Durchschnitt bei rund 1.000 Metern. Bei Spezialausführungen mit großem Kaliber kann sie aber auch bis zu 2.500 m reichen. Polizeiwaffen sind durch den häufigeren Einsatz in bebauten Gebieten in der Regel für kürzere Reichweiten ausgelegt.
Gerade bei großen Entfernungen spielen Wetterbedingungen wie Wind, Temperatur und Luftdruck, das verwendete Kaliber im Verhältnis zur Rohrlänge und der Schusswinkel eine wichtige Rolle, wodurch sich die tatsächliche effektive Reichweite vergrößern oder verringern kann. Auch die Munition mit dem Geschossgewicht und der Treibladungsmenge hat maßgeblichen Einfluss auf die Reichweite. Deswegen wurden spezielle Munitionsarten und -formen für Scharfschützengewehre entwickelt, die beispielsweise eine bessere Aerodynamik (VLD-Geschoss) oder auch einen optimierten Aufbau der Pulverladung aufweisen.

## Größte Kampfentfernungen
2012 bekämpften zwei Scharfschützen des australischen 2nd Commando Regiment mit je einem Barrett M82 mutmaßliche Taliban-Kämpfer. Der Treffer aus einer Entfernung von 2.815 m (mit GPS-Entfernungsmesser gemessen) konnte keinem der beiden Schützen zugeordnet werden und wurde durch das australische Militär nicht bestätigt.
Ein bestätigter Treffer aus 2.470 m Entfernung wurde von Craig Harrison, Soldat der britischen Armee, in Afghanistan mit einem AWM L115A3 im November 2009 erzielt. Damit lag sein Ziel etwa 1.000 Meter außerhalb der effektiven Reichweite seiner Waffe. Laut Harrison ermöglichten ihm die idealen Wetterbedingungen den Treffer – absolute Windstille, klare Sicht und geringe Temperaturen, da große Hitze zu Flimmern und aufsteigender Luft vom Boden geführt hätte. Harrison und sein Beobachter benötigten insgesamt neun Schuss, um die Visiereinstellung zu ermitteln und den ersten Treffer zu erzielen. Er konnte weiterhin erkennen, dass ein zweiter Mann die Waffe des getöteten Schützen übernahm, und ihn mit dem nächsten Schuss seitlich in den Bauch treffen. Danach zerstörte er mit einem weiteren gezielten Schuss das Maschinengewehr.
Im Mai 2017 wurde durch einen Angehörigen einer kanadischen Spezialeinheit der aktuelle Weltrekord mit einem McMillan-Tac-50-Gewehr aus einer Entfernung von 3.540 Metern im Kampf gegen den Islamischen Staat erzielt.

## Erwerb

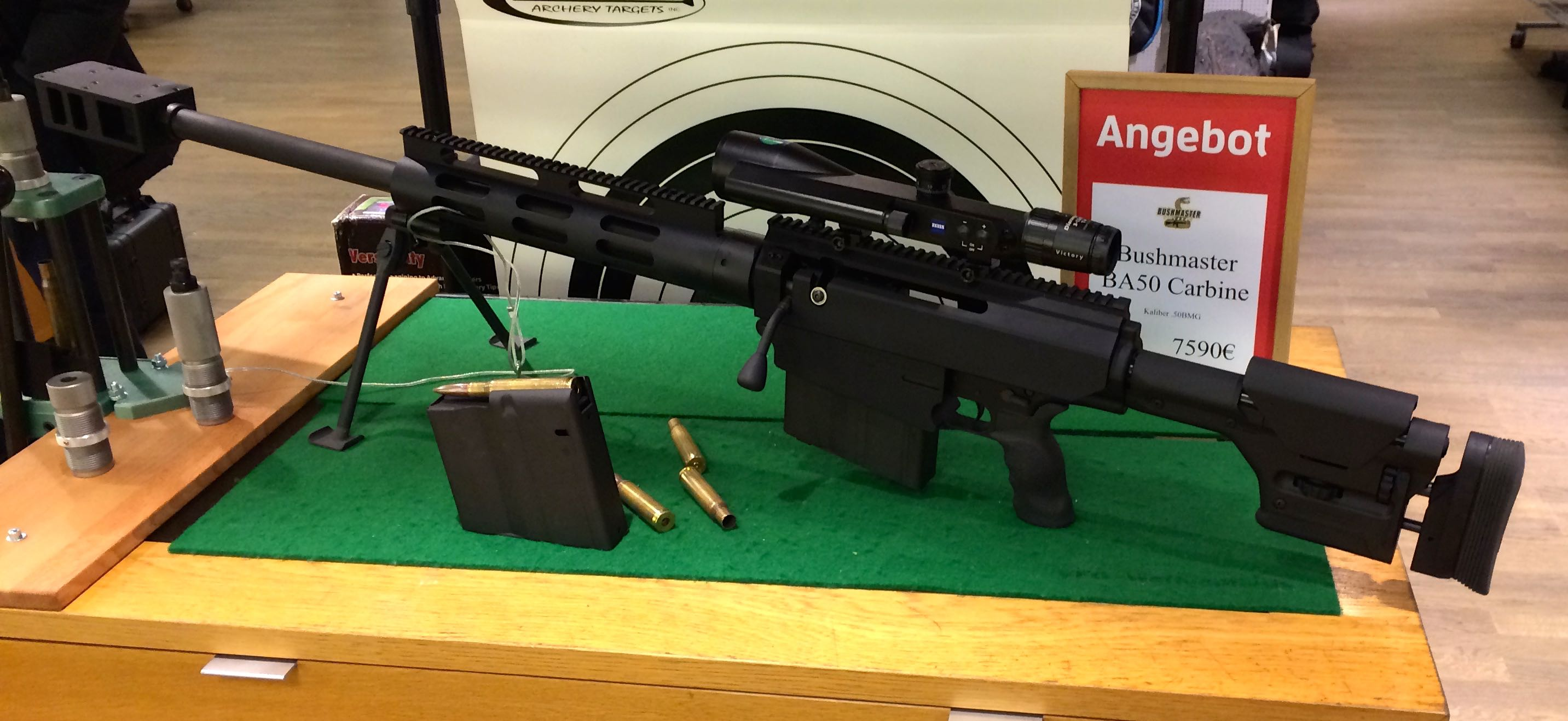
Bushmaster 50 BA Carbine

Für Präzisionsgewehre gelten in Deutschland die gleichen Bestimmungen wie für andere Gewehre auch. Der Erwerb ist mit einer Waffenbesitzkarte für Jäger und Sportschützen möglich.
In Österreich sind derartige Gewehre unter die Kategorie C des Waffengesetzes subsumiert und für Personen ab 18 Jahren frei erhältlich. Modelle, die als „Panzerbüchsen“ im Sinne der Kriegsmaterialverordnung gelten, zählen zur Kategorie A, verbotene Waffen und Kriegsmaterial, und dürfen nur mit Ausnahmebewilligung erworben und besessen werden. Dazu gehören im Wesentlichen alle Modelle des Kalibers .50 BMG. Ob ein Modell unter den Überbegriff Panzerbüchse einzustufen ist, richtet sich nach derzeitiger Rechtslage nach verfügbarer „panzerbrechender“ Munition. So fallen Modelle im Kaliber .408 nicht unter die Kategorie A, weil keine panzerbrechende Munition am Markt verfügbar ist bzw. unter realistischen Bedingungen nicht selbst laboriert werden kann.